# Velia caprai
Espèce
Velia caprai, une vélie, est un insecte hémiptère hétéroptère (punaise) de la famille des Veliidae vivant en Europe, à corps épais et longues pattes, qu'on peut confondre de loin avec une araignée.
L'extrémité hydrofuge de ses pattes lui permet de courir sur l'eau de petits ruisseaux ou rivières ombragés (souvent en sous-bois). Les vélies sont assez lentes, avancent de façon régulière  et vivent généralement en groupe.

## Description
- Longueur du corps: 8 mm environ.
- Pattes postérieures deux fois plus longues que les antérieures.
- Ailé ou non, selon les individus.
- Antennes, tête, thorax et pattes gris anthracite.
- Zone ventrale gris orangé.
- Abdomen rayé dans le sens de la longueur de blanc - gris - orange - gris - orange - gris - blanc.

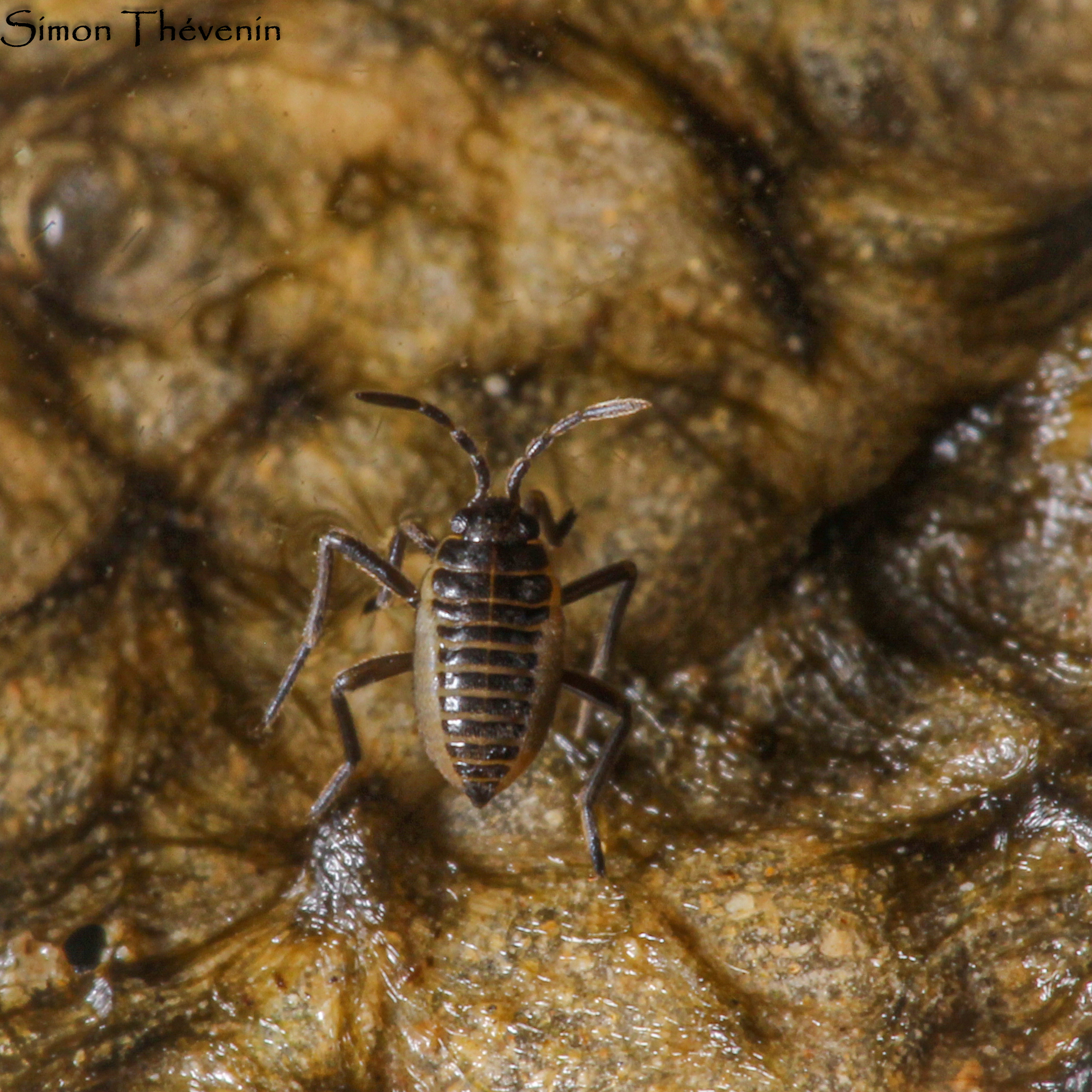
Velia caprai juvénile

## Référence
- Tamanini, 1957 : Le Velia della Penisola Iberica con la descrizione di una nuova entita. XIIIo contributo allo studio del genere Velia Latr. (Hemipt. Heteropt., Veliadae). Bollettino della Societa Entomologica Italiana 87 p. 149-153.